# Quemada
Quemada – gmina w Hiszpanii, w prowincji Burgos, w Kastylii i León, o powierzchni 20,84 km². W 2011 roku gmina liczyła 264 mieszkańców.